# Hebridi (Mendelssohn)
Hebridi, koncertna uvertira u h-molu op. 26, MWV P 7 (njem. Die Hebriden) je skladba Felixa Mendelssohna Bartholdyja, naslovljena prema škotskom otočju Hebridi. Poznata je i pod imenom Fingalova spilja (Die Fingalshöhle, en. Fingal’s Cave). Prvu inačicu skladao je 1830. godine i zatim 1832. godine dvaput revidirao.

## Nastanak
Felix Mendelssohn Bartholdy bio je njemački skladatelj, pijanist i orguljaš iz razdoblja ranog romantizma. Skladao je simfonije, koncerte, oratorije, klavirsku i komornu glazbu. Na popisu njegovih djela MWV (Mendelssohn-Werkverzeichnis) nalazi se oko 750 skladbi u 26 grupa.
Mendelssohn je između 1829. i 1847. godine deset puta boravio u Velikoj Britaniji, u ukupnom trajanju oko 20 mjeseci. Za vrijeme prvog boravka 1829. godine posjetio je i Škotsku, koja je na njega ostavila snažan dojam, te je odatle dobio inspiraciju za svoja dva čuvena djela: Koncertnu uvertiru "Hebridi" i Simfoniju br. 3 u a-molu ("Škotska").
Nakon posjeta Fingalovoj spilji na otoku Staffa u Škotskom arhipelagu Unutrašnji Hebridi 8. kolovoza 1829. godine, kad je uradio skicu prvog motiva, Mendelssohn je krajem 1830. godine u Rimu skladao uvertiru pod prvim naslovom "Usamljeni otok" (Die einsame Insel). U drugoj verziji Mendelssohn joj je promijenio ime u "Hebridi" (Die Hebriden) i ta je verzija premijerno izvedena 14. svibnja 1832. u Londonu. Konačnu verziju završio je 20. lipnja 1832. godine, premijera je bila 10. siječnja 1833. u Berlinu i na njoj je Mendelssohn bio dirigent.
Uvertira je poznata i pod imenom "Fingalova spilja" (njem. Die Fingalshöhle, kako je Mendelssohn napisao na partituri, odnosno en. Fingal’s Cave ili Overture to The Isles of Fingal, kako ju je nazvao engleski izdavač William Goodwin).
Radi se o koncertnoj uvertiri jer nije zamišljena kao uvertira većeg djela, već kao samostalno djelo.

## O glazbi
Orkestracija: 2 flaute, 2 oboe, 2 klarineta, 2 fagota, 2 horne, 2 trube, timpani, gudači
Tonalitet: h-mol
Skladba se sastoji od 268 taktova složenih u sonatnu formu.
U skladbi se suprotstavljaju dvije teme. Glavna tema, koju uvode viola, čelo i fagot, opisuje burno more oko spilje, valjanje i povremenu grmljavinu valova (timpani). Druga tema, koju također uvode fagot i čelo, opisuje osjećanje mira i usamljenosti u velikoj spilji koja podsjeća na katedralu. U srednjoj sekciji mirnu melodiju narušavaju puhači borbenim figurama. Kratki staccato izrazi se provlače kroz čitav orkestar, dok klarinet ne vrati mirni ambijent druge teme koja se nastavlja proširenom kodom. Djelo u završnicu uvodi klarinet prvom temom i prepušta je arpeggiu flaute, praćenoj pizzicatom gudača.
Uobičajeno trajanje uvertire je oko 11 minuta.

## Utjecaj
Hebridi se nalaze na mnogobrojnim trajnim zapisima i često se izvode kao uvertira koncerata. Na primjer,
- Niški simfonijski orkestar je za koncert 20. rujna 2018. planirao program čija je uvertira trebala biti "Hebridi" (ispred Mendelssohnove "Škotske simfonije" i Mozartovog Koncerta za klarinet i orkestar u A-duru, KV 622). Tom prilikom su uvertiru nazvali "Hibridi" (sr-ćir. Хибриди)! Taj koncert nije održan, ali je ipak NSO gradskoj upravi podnio izvještaj o održanom koncertu, u kojem se ponavlja naslov "Hibridi".

## Napomene
1. ↑  Mendelssohn Bartholdy su dva pezimena i među njima se ne piše spojnica.